# Isla del Sol (Bogotá)
Isla del Sol es un barrio del sur de Bogotá, perteneciente a la UPZ de Venecia, en el occidente de la localidad de Tunjuelito.

## Geografía
El barrio se sitúa en la margen oeste del Río Tunjuelito, con ligeras pendientes montañosas procedentes de sus límites con el barrio Madelena y la adecuación realizada en años anteriores del mismo que van en dirección a los cerros del sur de la ciudad. 

### Límites
| Noroeste: Madelena (Localidad de Ciudad Bolívar Calle 62C Sur)            | Norte: Madelena (Localidad de Ciudad Bolívar Calle 62 C Sur)    | Nordeste: Zona Industrial de La Sevillana (Calle 61 Sur Cuenca Río Tunjuelo) |
| Oeste: El Ensueño (Localidad de Ciudad Bolívar Calle 62 Sur y Carrera 66) |                                                                 | Este: Rincón de Venecia (Carrera 61A Cuenca Río Tunjuelo)                    |
| Suroeste: El Ensueño (Localidad de Ciudad Bolívar Carreras 65 y 66)       | Sur: El Ensueño (Localidad de Ciudad Bolívar Calle 69C Bis Sur) | Sureste: Nuevo Muzú (Carrera 63 Cuenca Río Tunjuelo)                         |

## Historia
El barrio se originó en 1982 por parte de la expansión urbana de Bogotá hacia el suroccidente, causada por la alta migración campesina que huía de la violencia de los años 1950 y el conflicto armado colombiano, razón por el cual esta situación fue aprovechada por urbanizadores piratas, obligando a los primeros residentes a organizarse en comités cívicos para instalar las redes de servicios públicos, en 1984, se constituyó la primera Junta de Acción Comunal.
Durante el mandato del alcalde Júlio César Sánchez, los habitantes del barrio bloquearon la Autopista NQS en el sector de La Sevillana con el fin de que se legalizara el barrio y algunos años después se construyeron el Centro de Salud y el Colegio Distrital del barrio.
En 2013, se abrió la frontera occidental con Madelena después de varios años de cierre, dado que había un muro que impedía la comunicación entre ambos barrios por recelos sociales entre ambas comunidades y la presencia de la protegida reserva forestal del río Tunjuelo.

### Luchas y líderes sociales
Las luchas sociales que han llevado a cabo varios líderes y líderesas del barrio han transitado por varias dificultades. La comunidad del sector ha vivido con la estigmatización socioeconómica de los barrios vecinos con problemáticas de seguridad, especialmente las consecuentes a reclamos contra el Distrito y las empresas e industrias que se encuentran en cercanías del barrio y contaminan las aguas del río Tunjuelo. 
El caso más representativo de las luchas sociales para el barrio fue el liderado por el edil Wilson Álvarez que mediante su paso por la JAL en la década de los noventa de la localidad logró posicionar temas de relevancia para los barrios de la UPZ de Venecia, pero especialmente el de las problemáticas del barrio Isla del Sol. Durante su periodo como edil y la presión ejercida por la comunidad se adecuaron las vías del barrio, se creó un puesto de salud de nivel II y la instalación de los servicios básicos públicos. 
Sin embargo, el ejercicio de este líder del barrio confrontó a varios sectores empresariales del sector y a las autoridades locales. Está situación llevó a su asesinato  y a la persecución de otros líderes sociales en el barrio. Esto trajo consigo un debilitamiento del poder político del barrio en los espacios locales y la permeabilización de la junta de acción comunal por intereses de sujetos ajenos a los del bien común del barrio. A esta situación,  se sumó la persecución política y las constantes amenazas de grupos para estatales a los líderes, lideresas y jóvenes del sector, además de la posible colaboración de miembros de la Fuerza Pública en estas acciones en contra de los defensores y defensoras de DDHH de la localidad. 
Esto llevó a que la comunidad por diversos factores desconozca en gran medida a la autoridad y en operativos de la misma para "controlar" la producción de zapatos de imitación en el barrio por la pequeñas fábricas que allí laboran han desencadenado asonadas, que tienen de fondo un reclamo histórico de la comunidad de autonomía y de autoorganización que se ha visto debilitado por el accionar de grupos criminales y la colaboración de miembros de la Fuerza Pública que han emprendido acciones discriminatorias, corruptas y de abuso de la autoridad con la comunidad.

## Actividades socioeconómicas
El barrio cuenta con una diversificación económica característica de los barrios populares del sur occidente capitalino, la presencia de establecimientos de venta de licores, supermercados, droguerías, restaurantes, misceláneas y distribuidoras de insumos para zapatería son los que mayor presencia tienen en el sector. Adicionalmente, en este sector de la ciudad existe una alta producción de zapatos debido al establecimiento de varias de estas fábricas al interior de las casas del barrio, situación que fomenta el desarrollo del sector. 
Por otro lado, la mayoría de sus habitantes son asalariados o trabajadores independientes, esto debido a las dificultades de acceso a la educación superior que posee el sistema educativo del Distrito y en general del sistema nacional de educación superior colombiano.
Durante su consolidación la presencia de agrupaciones criminales lo caracterizó, pero las intervenciones realizadas por las alcaldías durante varios años han logrado frenar este fenómeno y han revitalizado el lugar, a través del crecimiento demográfico y la implementación de programas sociales orientados a los jóvenes a ocuparse en labores académicas y laborales. 
Hoy en día se considera uno de los sectores con mayores proyecciones en el urbanismo y adecuamiento en infraestructura, situación que se espera favorezca el desarrollo del sector y sus habitantes, que han reclamado por varios años su no discriminación, por parte de algunos habitantes de los barrios aledaños esto originado por la estigmatización de ser un barrio popular compuesto mayoritariamente de trabajadores, estigma que no refleja realmente la capacidad organizativa de su población y de las incontables luchas que han llevado a través de los años para su crecimiento y reconocimiento como ciudadanos altamente organizados y en pro de generar un cambio social en el sector.

## Vías y accesos
La principal vía de acceso al barrio Isla del Sol es la Calle 67B sur que cruza de occidente a oriente y permite comunicarse tanto con las Avenidas Boyacá y Villavicencio a través de los barrios limítrofes. Otras vías son las Carreras 63, 64 y 65.
Tiene una oferta de transporte que lo comunica con otros barrios del centro y sur de Bogotá, tanto directamente (Ruta 359 zonal del SITP), como través de barrios vecinos (Ruta 22-5 complementario del SITP, parada 7 Carrera 67 con Calle 62b sur en Madelena). 
Sin embargo, por cuestiones del crecimiento demográfica y la carencia de un sistema de transporte articulado en la ciudad, pero en este caso del barrio se han creado rutas de transporte informal que comunican al barrio con la autopista sur, la Avenida Boyacá y la Avenida 68.    